# Anadir, Rusija
Anadir (rusko Ана́дырь, čukotsko Кагыргын: Kagirgin) je mesto na ruskem daljnem vzhodu. Je upravno središče Čukotskega avtonomnega okrožja. Leži ob Anadirskem zalivu. Ima približno 20.000 prebivalcev, v bližini so rudniki rjavega premoga.
Mesto je zraslo iz postojanke Novo-Marijinsk (Ново-Мариинск), ki jo je 3. avgusta 1889 ob ustju reke Kazačka ustanovil L. F. Grinevecki. Mesto so 5. avgusta 1923 preimenovali v današnje ime.